# Stolik sędziowski
Ten artykuł opisuje zagadnienie koszykarskie zgodne z normami FIBA.
Zasady w ligach NBA, NCAA lub innych mogą różnić się od tutaj przedstawionych.

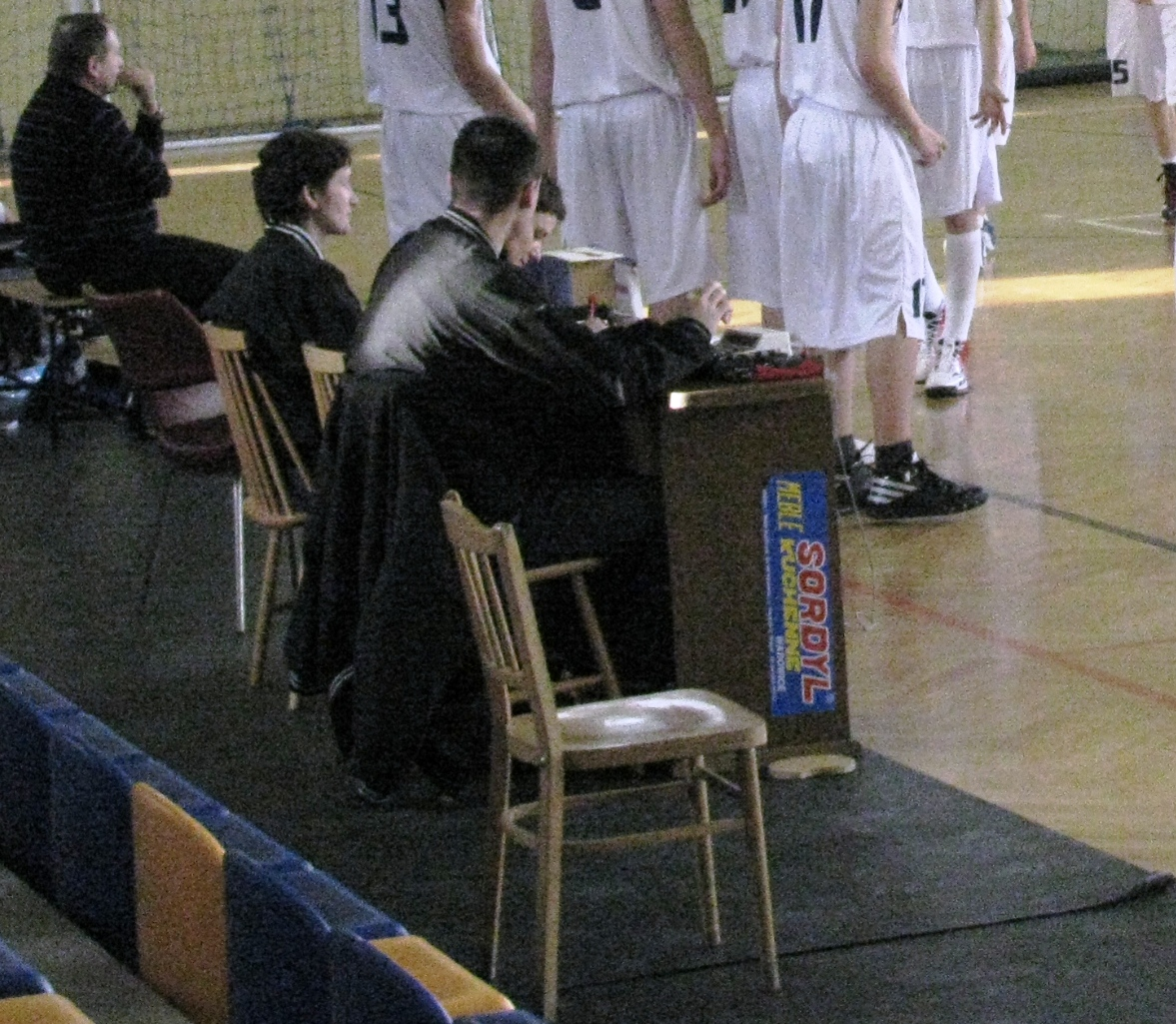
Przykładowy stolik sędziowski

Stolik sędziowski – miejsce, przy którym siedzą sędziowie stolikowi w koszykówce.

## Sędziowie stolikowi
Sędziowie stolikowi to:
- mierzący czas gry
- mierzący czas 24 sekund
- sekretarz
- asystent sekretarza.

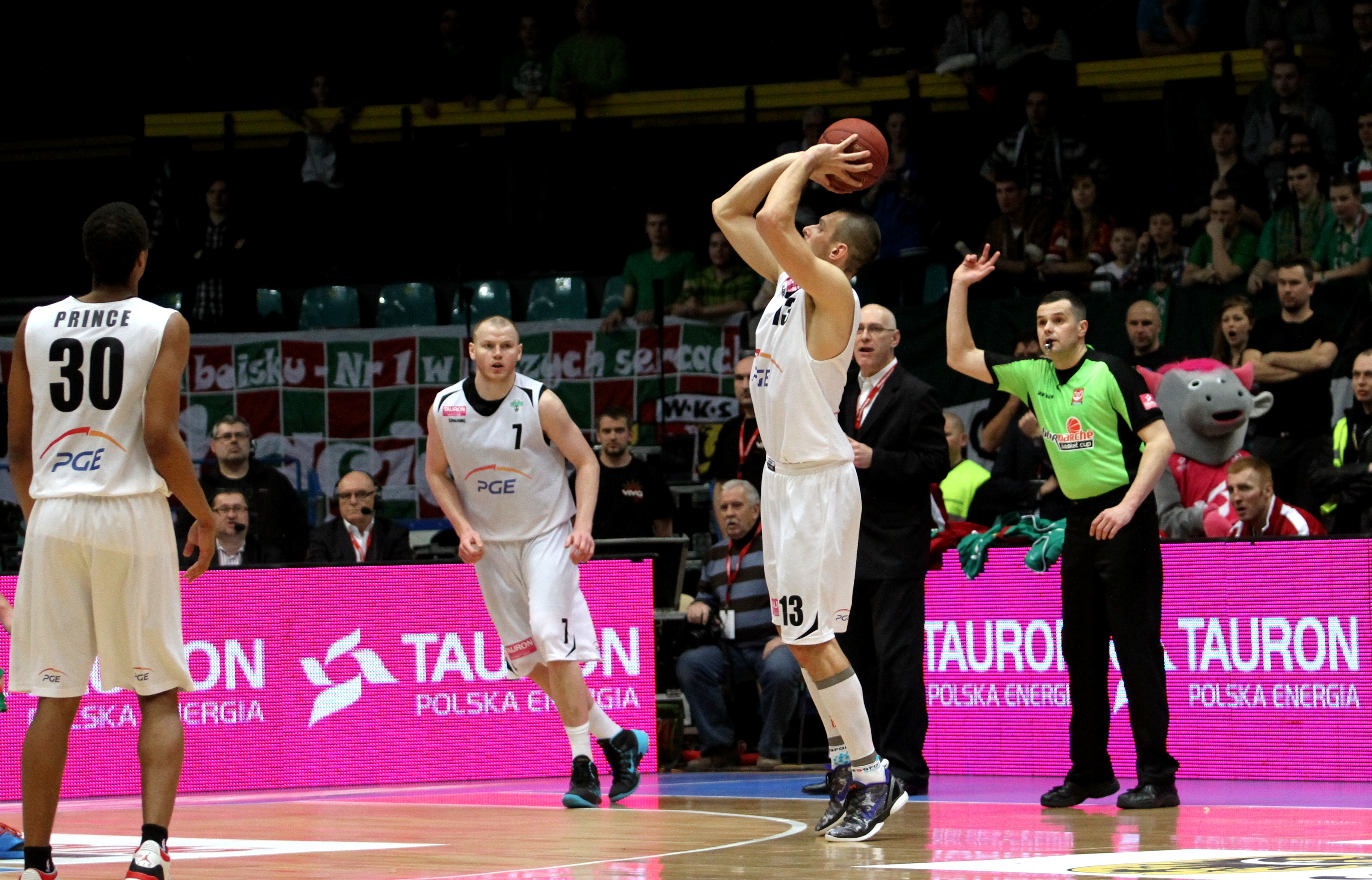
Podczas rzutu za 3 punkty, sędzia boiskowy wykonuje gest informujący stolik sędziowski, jak należy zaprotokołować ten rzut (wartość 3 punktów).

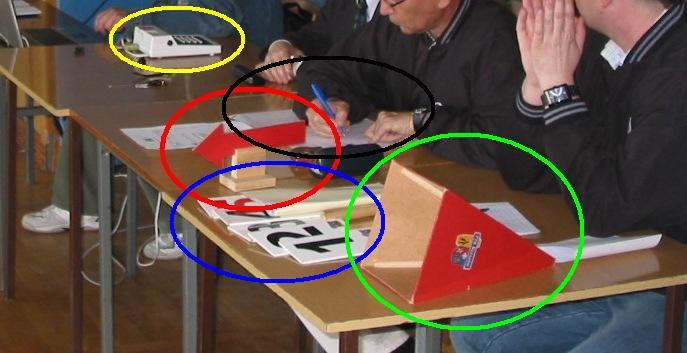
Stolik sędziowski z kolorowymi oznaczeniami najważniejszych przedmiotów:
czerwony - strzałka naprzemiennego posiadania piłki
niebieski - tabliczki fauli zawodników
zielony - marker fauli drużyny
czarny - protokół meczu
żółty - urządzenie do obsługi tablicy

Czasem (ale nie zawsze) obecny jest też komisarz, który siedzi pomiędzy mierzącym czas gry a sekretarzem. Jego rolą jest kontrola pracy sędziów stolikowych i pomoc sędziom głównym i pomocniczym. Komisarz jednak nie jest zaliczany ani do sędziów stolikowych, ani głównych, ani pomocniczych. 

### Obowiązki sędziów stolikowych
Obowiązki sędziów stolikowych:
- sekretarz
  - prowadzi i uzupełnia protokół meczu
  - jest odpowiedzialny za naprzemienne posiadanie piłki w sytuacjach rzutu sędziowskiego, poprzez obracanie "strzałką naprzemiennego posiadania piłki".
  - pokazuje liczbę fauli zawodnika przez "tabliczkę fauli", w ten sposób by trenerzy obu drużyn mogli widzieć cyfrę na niej napisaną
  - jeśli drużyna w danej kwarcie sfaulowała 4 razy, sekretarz ustawia na końcu stolika sędziowskiemu bliższemu ławce tej drużyny "marker fauli drużyny".
  - odpowiada za zmiany zawodników
- asystent sekretarza
  - pomoc sekretarzowi
  - obsługa tablicy wyników
  - odpowiada za zgodność statystyk z tablicy wyników z zapisami w protokole meczu
- mierzący czas gry
  - odmierzanie:
    - czasu gry
    - czasu przerw meczu
    - czasu przerw na żądanie

  - informowanie drużyn i sędziów o tym, iż do rozpoczęcia trzeciej kwarty pozostały 3 minuty

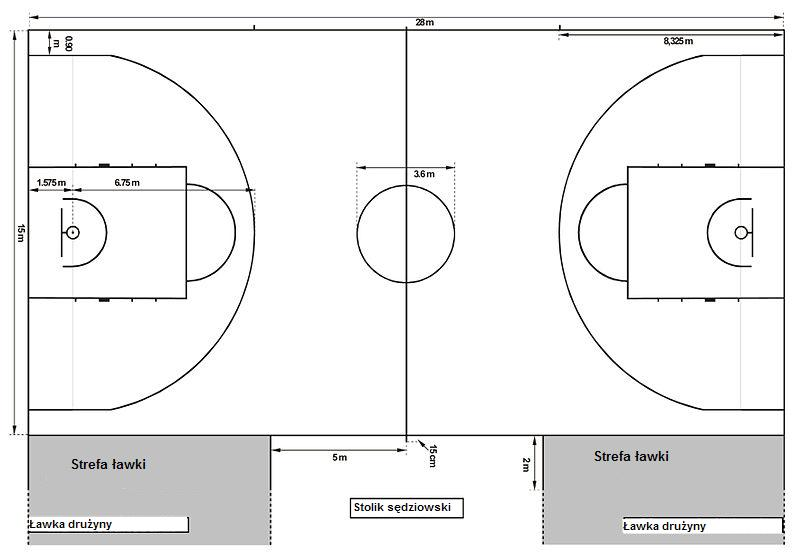
Precyzyjne ułożenie stolika sędziowskiego względem boiska

- mierzący czas 24 sekund
  - obsługa zegara 24 sekund

## Umiejscowienie stolika sędziowskiego
Stolik sędziowski musi być umieszczony na podwyższeniu, na wysokości linii środka boiska. Po obu stronach stolika sędziowskiego znajdują się "ławki zmian" dla zawodników. Dalej znajdują się strefy ławek drużyn. Za stolikiem sędziowskim może być spiker, lub inne osoby prowadzące statystyki.

## Podstawowe wyposażenie stolika

### Marker fauli drużyny

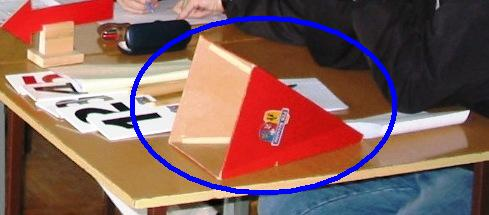
Zaznaczony jest marker fauli drużyny

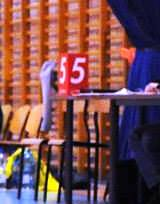
Stojący na stoliku sędziowskim profesjonalny czerwony marker fauli drużyny z białą cyfrą 5

Marker fauli drużyny – przedmiot, który sekretarz musi posiadać (w liczbie 2). Powinny być one w kolorze czerwonym o minimalnej szerokości 20 cm i wysokości 35 cm i tak zaprojektowane, by umieszczone na stoliku sędziowskim były widoczne dla wszystkich uczestników meczu, włącznie z widzami.

### Tabliczki fauli zawodników

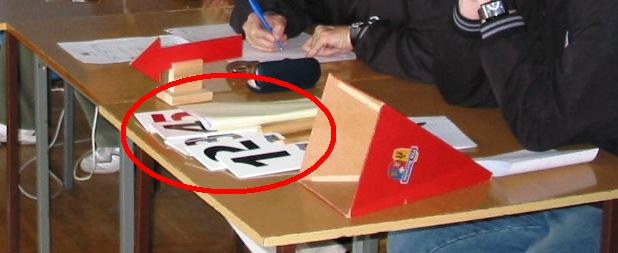
Zaznaczone są leżące na stoliku sędziowskim tabliczki fauli zawodników.

Tabliczka fauli zawodników – specjalne tabliczki służące wskazaniu liczby fauli w meczu aktualnie faulującego zawodnika. Sekretarz musi pokazać tabliczkę w ten sposób, by trenerzy obu drużyn mogli widzieć cyfrę na niej napisaną.